# 青天の霹靂 (小説)
『青天の霹靂』（せいてんのへきれき）は、劇団ひとりによる小説である。2010年8月25日に幻冬舎から刊行された。劇団ひとりが書き下ろした小説としては、デビュー作の『陰日向に咲く』に次いで本作が2作目である。
劇団ひとりは荒木町にあるガラガラ状態のマジックバーで「ペーパーローズ」というマジックを見て感動した時にこの作品を思いつき、最初からいずれ映画にしたいという思いを持って小説を書き始めた。約1年で書き上げて幻冬舎に持ち込み、書籍化が決定した。
劇団ひとり自身の監督、大泉洋の主演により、同名で映画化もされた。映画化の話は東宝が名乗り出たため実現したという。

## あらすじ
35歳の晴夫は学歴もなければ、金もない、恋人もいない平凡な男。母親は物心がつく前に蒸発と父に聞かされ、母親を恨みながら父子家庭で育つ。一流のマジシャンを目指すも、気付けば場末のマジックバーで17年間働いている売れないマジシャンである。そんなある日、晴夫はテレビ番組のオーディションを受けることになり、彼にとってチャンスが到来する。オーディションでの手応えを感じた晴夫は足取り軽く家路に就き、合否の連絡を待ちながら華々しく活躍する自分の姿を想像し、将来への希望を抱く。そんな折、電話が鳴るが、それは彼が思い抱いていたものではなく、父親が亡くなったという警察からの一報であった。父親の死に茫然とする中、青く晴れた空から雷が落ち、それを機に彼の運命は大きく転換する。
意識を取り戻した晴夫は昭和48年の浅草にタイムスリップしていた。そこで彼は若き父と母に出会い、自らの出生の秘密を知ることとなる。

## 登場人物
轟晴夫
マジックバーで働いている売れないマジシャン。父・正太郎に育てられたが、高校の時に家を出て以来会っていない。母・悦子については父から出産直後に家を出て行った、と聞かされている。母を恨みながら生きていたが、出生の事実を知り、驚愕する。命と引き替えに自らを産もうとする母親やそれを受け入れる父親に対して、自らの運命どころか存在まで消えてしまう事を提案する。
晴夫という名前は鳩出しで世界的に有名な実在のマジシャン、島田晴夫から取られている。
轟正太郎
晴夫の父。頼りない男ながらも晴夫を男手ひとつで育てていた。晴夫とは長年疎遠であったが、死亡したと連絡がくる。昔は全く売れないマジシャンであり、中国人風の芸風で晴夫と組み、ヒットを飛ばす。晴夫を自らの息子と知らずに相方兼友人として接する。
悦子
晴夫の母。タイムスリップした晴夫と良い感じになるかと思いきや、正太郎を選び、晴夫を身籠もる。しかし悦子は体が弱く、医師から「子供を産めば間違いなく死ぬ」と言われるが、悦子は自らの命と引き替えに晴夫を産む決意をする。

## 映画
上記の小説を原作に製作され、2014年5月24日に公開された。監督は本作品が監督デビューである原作者の劇団ひとり自身が務める。脚本は橋部敦子で、劇団ひとりが共同脚本としても参加している。主演は大泉洋、ヒロインは柴咲コウ。劇団ひとり自身も出演している。

### あらすじ（映画）
35歳の売れないマジシャン・晴夫の元に警察から父親の訃報が届き、青天の下で一人呆然としていたところ、雷に撃たれて昭和48年（1973年）にタイムスリップしてしまい、ひょんなことから浅草の雷門ホールで悦子という女性とマジックショーを行うことになり、晴夫は悦子が気になり始めるが、悦子が自分の父親・正太郎と同棲していたことから自分を捨てた母親だと分かり、悦子が赤ん坊（自分）を身籠ったため晴夫は正太郎と組んでマジックショーに出始め、「ぺぺとチン」というインド人と中国人の異国人コンビで人気を博して、テレビ進出も視野に入れるが、悦子が出産したら死ぬ運命であることが判明し、晴夫は母親が自分を捨てた訳ではなかったこと、そして父・正太郎が一人で自分を育てるためにラブホテルの清掃員になったことを知り、産まれて初めて両親への感謝の気持ちが芽生え、最後にマジックショーを行ってペーパーローズを本物のバラにするマジックを披露し、悦子の出産とともに現世に戻って河川敷に行くと、父・正太郎が実はまだ生きていたことが判明し、現世に戻る前に正太郎に「ありがとう」と伝えたことを笑いながら後悔する。

### キャスト
- 轟晴夫 - 大泉洋
- 花村悦子 - 柴咲コウ
- 轟正太郎 - 劇団ひとり
- 信吉（幼少期） - 須田琉雅
- 医師 - 笹野高史
- 雷門ホール支配人 - 風間杜夫
- プロデューサー斉藤 - 入江雅人
- マジックバーのぶきち店長 - 小石至誠（ナポレオンズ）
- 沢田 - 高橋周平
- 柄本佑、岩井秀人、前野朋哉、黒田大輔、中村育二、今井隆文、小村裕次郎、ヤマザキモータース（くらげライダー）、稲川実代子、池谷のぶえ、猫田直、水森コウ太、クロヤギ　ほか

### 製作
制作にあたって劇団ひとりが抱いていた当作へのイメージは「チャップリンのようなコメディアン出身の俳優による悲劇と喜劇が同居する90分程度の人情もの」。轟晴夫役の大泉洋は東宝プロデューサー川村元気の推薦により決定した。プロマジシャン・魔耶一星の指導によりクランクインの4か月前から練習を開始したマジックシーンはノースタントである。花村悦子役も、芸人の嫁は気が強いしっかり者が多い、との劇団ひとりのイメージを受けた川村の推薦で柴咲コウに決定した。轟正太郎役は当初より劇団ひとり自ら演じるつもりだった。
昭和48年の浅草の撮影は長野県上田市にてロケーション撮影が行われた。ロケ地として上田映劇、本町、旧上田市産院、上田城跡公園などが使用された。

#### スタッフ
- 監督 - 劇団ひとり
- 原作 - 劇団ひとり『青天の霹靂』（幻冬舎）
- 脚本 - 橋部敦子、劇団ひとり
- 音楽 - 佐藤直紀
- 撮影 - 山田康介
- 照明 - 川辺隆之
- 録音 - 郡弘道
- 美術 - 杉本亮
- 装飾 - 田口貴久
- 編集 - 穂垣順之助
- スタイリスト - 伊賀大介
- 衣裳 - 荒木里江
- ヘアメイク - 横瀬由美
- 音響効果 - 大塚智子
- VFXスーパーバイザー - 石井教雄
- キャスティング - 田端利江
- 制作担当 - 鎌田賢一
- 助監督 - 藤江儀全
- マジック総合監修 - 魔耶一星
- 音楽 - 佐藤直紀
- 音楽プロデューサー - 北原京子
- 音楽ミキサー - 小幡幹男
- 音楽エディター 佐藤啓
- 音楽プロデューサー補 - 成川沙世子
- 企画・総合プロデューサー - 川村元気
- 製作プロダクション - 東宝映画
- 制作協力 - ドラゴンフライ エンタテインメント
- 配給 - 東宝
- エグゼクティブプロデューサー - 山内章弘
- プロデューサー - 澁澤匡哉
- ラインプロデューサー - 鈴木嘉弘
- プロダクション総括 - 佐藤毅
- 製作者 - 市川南、石川豊、畠中達郎、見城徹、磯野太、鈴井亜由美、吉川英作、髙橋誠、宮本直人
- 製作 - 「青天の霹靂」製作委員会（東宝、電通、アミューズ、幻冬舎、太田プロダクション、CREATIVE OFFICE CUE、日本出版販売、KDDI、GYAO）

### 主題歌
- 主題歌 - Mr.Children「放たれる」（トイズファクトリー）[6]
  - 本作のために書き下ろしたナンバーである。劇団ひとりがMr.Childrenのファンであったことから、ダメ元でオファーをしたところ、本作に共感したMr.Children側が主題歌起用を快諾した。

### 封切り
全国300スクリーンで公開され、5月24日・25日の初日2日間で興収1億7,985万3,900円、動員13万898人を記録し、映画観客動員ランキング（興行通信社調べ）で第2位に初登場した（実写映画1位）。さらに、「ぴあ」調査による公開初週映画の満足度調査では1位を獲得した。客層は20歳代から50歳代を中心に、10代や60代以上にも支持され、男女比も49対51とほぼ半々だった。
2015年9月20日には第8回したまちコメディ映画祭in台東で上映され、劇団ひとりが浅草公会堂でのトークショーに出席した。

### 受賞
- The Japan Cup 2015 著述放送文化賞
- 第6回TAMA映画賞[9]
  - 最優秀男優賞（大泉洋）
  - 最優秀新進監督賞（劇団ひとり）

### 関連商品
- オリジナル・サウンドトラック（配信 全9曲）
- ホームメディア - 豪華版Blu-ray、通常版Blu-ray・DVDの3形態（2014年12月3日発売、アミューズソフト）

### テレビ番組
| 回 | 放送日        | 放送時間（JST）   | 放送局     | 放送枠             | 視聴率 | 備考         | 出典   |
| -- | ------------- | ----------------- | ---------- | ------------------ | ------ | ------------ | ------ |
| 1  | 2021年3月30日 | 金曜13:35 - 15:35 | テレビ東京 | 午後のロードショー |        | 地上波初放送 | [ 10 ] |

## オーディオブック
2014年12月26日よりオトバンクのFeBe（フィービー）にてオーディオブック化された。
キャスト
- 轟晴夫（ナレーション）：金谷ヒデユキ
- 轟正太郎：劇団ひとり
- 花村悦子：平間葵
- 花村千代：田中晶子
- 丸山鉄二：伊丸岡篤
- 悦子の父：側見民雄
- ノブキチ（少年時代）：にしやまえみ
- ノブキチ（店長）：矢野龍太
- 警察：杉山洋介
- サワダ：白井悠介
- トーキー遠藤：望月信行
- 老人ホームの職員：大丸なつみ
- 審査員：高槻陽一

スタッフ
- 演出 - 伊藤誠敏、菊池常典（サウンドプロダクション吟）
- 音楽 - サウンドプロダクション吟（内田篤志／河村亮／tune.k）
- 原作 - 劇団ひとり『青天の霹靂』（幻冬舎）